# Chad Donella
Chad E. Donella (ur. 18 maja 1978 w Toronto (Ontario) – kanadyjski aktor. Najsłynniejsze filmy, w których zagrał to Oszukać przeznaczenie i Piła 3D.
Karierę aktorską rozpoczął niedużymi rolami w filmach Długi pocałunek na dobranoc i Grzeczny świat. Gościnnie pojawił się w jednym z odcinków serialu Z Archiwum X, "Hungry" (sezon 7). Grał na gitarze basowej w zespole DAEVE.

## Filmografia
- 1996: Długi pocałunek na dobranoc (The Long Kiss Goodnight) − nastolatek
- 1998: Grzeczny świat (Disturbing Behavior) − U.V.[1][2]
- 2000: Oszukać przeznaczenie (Final Destination) − Tod Waggner
- 2003: Pierwsza strona (Shattered Glass) − David Bach
- 2010: Piła 3D (Saw 3D: The Final Chapter) − detektyw Matt Gibson
- 2014: Uprowadzona 3 (Taken 3) − Phillips
- 2016–2018: Blindspot: Mapa zbrodni (Blindspot) − agent CIA Jake Keaton[3]